# Državna cesta D60
Die Državna cesta D60 (kroatisch für ,Nationalstraße D60‘) ist eine Nationalstraße in Kroatien. Die Straße verläuft von der Državna cesta D1 in Brnaze unmittelbar südlich von Sinj in zunächst südöstlicher Richtung, kreuzt in Cista Provo die Državna cesta D39 und setzt sich nach Imotski fort. Von dort führt sie zu der rund 7 km entfernten Grenze zu Bosnien und Herzegowina. Dort führt sie als M6-1 (Bosnien und Herzegowina) in Richtung Mostar weiter.
Die Länge der Straße beträgt 66,1 km.